# 冷たいギフト/貫通
「冷たいギフト/貫通」（つめたいギフト/かんつう）は、日本のバンドゆらゆら帝国の5枚目のシングルである。2002年11月20日発売。発売元はユニバーサルミュージック。

## 概要
- 前作から1年6ヶ月ぶりとなるシングル。
- 完全限定生産盤。

## 収録曲
1. 冷たいギフト(6:01)
作詞：坂本慎太郎、作曲・編曲：ゆらゆら帝国
2. 貫通(7:46)
作詞：坂本慎太郎、作曲・編曲：ゆらゆら帝国

## 収録アルバム

### 冷たいギフト
- オリジナル『ゆらゆら帝国のめまい』（2003年2月26日）
- ベスト『1998-2004』（2004年9月16日）

### 貫通
- オリジナル『ゆらゆら帝国のしびれ』（2003年2月26日）
※アルバムバージョン
- ライブ『な・ま・し・び・れ・な・ま・め・ま・い』（2003年11月26日）